# Methia lata
Methia lata là một loài bọ cánh cứng trong họ Cerambycidae.